# Лабиопалатальный аппроксимант
Лабиопалатальный аппроксимант — тип ротового центрального согласного звука, присутствующий в ряде языков мира. Данный звук является коартикулированным: при его произнесении язык приближается к твёрдому нёбу, а губы принимают округлую форму, делая звук лабиализованным. Таким образом, этот звук является лабиализованным [j] ([jʷ]) и полугласным, соответствующим огубленному гласному переднего ряда верхнего подъёма [y].
В Международном фонетическом алфавите лабиопалатальный аппроксимант обозначается символом ɥ, а в системе X-SAMPA — символом H.

## Примеры
| Язык             | Язык             | Слово      | МФА      | Значение      | Примечания                         |
| ---------------- | ---------------- | ---------- | -------- | ------------- | ---------------------------------- |
| Абхазский язык   | Абхазский язык   | ауаҩы      | [awaˈɥə] | 'человек'     | См. статью «Абхазский язык»        |
| Китайский язык   | Севернокитайский | 月/yuè     | [ɥœ̂]     | 'луна'        |                                    |
| Французский язык | Французский язык | bonne nuit | bɔnnɥi   | 'доброй ночи' | См. статью «Французская фонология» |